# That’s a Plenty

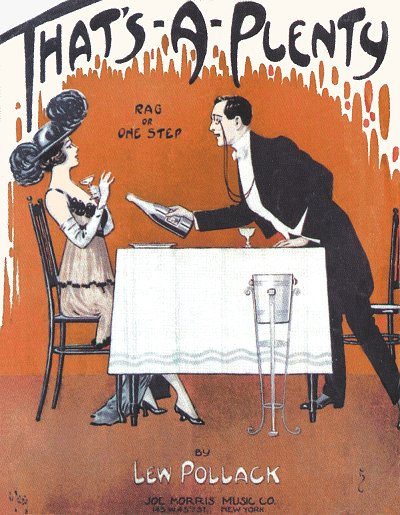
Deckblatt des Notenblatts von That’s a Plenty (1914)

That’s a Plenty ist ein Rag, den Lew Pollack 1914 komponierte. In späteren Jahren schrieb Ray Gilbert (1912–1976) einen Songtext. Der Titel wurde ab den 1930er-Jahren zu einem populären Jazzstandard.

## Hintergrund
That’s a Plenty entstand als Ragtime-Piano-Nummer, wurde aber vor allem als Titel im Repertoire zahlreicher Dixieland-Bands populär und zu einem Jazzstandard. Die erste Aufnahme des Titels stammte von der Prince’s Band des Bandleaders Charles Adams Prince (1869–1937) Jackie Gleason interpretierte die Nummer in seinem TV-Shows der 1950er- und 1960er-Jahre.

## Erste Aufnahmen und spätere Coverversionen
Zu den Musikern, die den Song ab 1924 coverten, gehörten die New Orleans Rhythm Kings (Gennett), 1927 Tony Parenti, 1928 Benny Goodman und 1929 die Louisiana Rhythm Kings um Red Nichols und Miff Mole. Populär wurde der Song in den 1930er-Jahren durch eine Reihe von Einspielungen u. a. von Louis Armstrong bis Jack Teagarden. That’s a Plenty wurde in späteren Jahren von zahllosen Dixieland-Bands gecovert; der Diskograf Tom Lord listet im Bereich des Jazz insgesamt 750 (Stand 2016) Coverversionen.